# 1998-as junior atlétikai világbajnokság
Az 1998-as junior atlétikai világbajnokság volt a hetedik junior vb. 1998. július 28-tól augusztus 2-ig rendezték az franciaországi Annecy-ben.

## Eredmények

### Férfiak
| Versenyszám        | Arany                                                                  | Arany       | Ezüst                                                                  | Ezüst     | Bronz                                                             | Bronz      |
| ------------------ | ---------------------------------------------------------------------- | ----------- | ---------------------------------------------------------------------- | --------- | ----------------------------------------------------------------- | ---------- |
| 100 m              | Christian Malcolm · GBR                                                | 10.12 WJL   | Amar Johnson · USA                                                     | 10.34 PB  | Dwight Thomas · JAM                                               | 10.40      |
| 200 m              | Christian Malcolm · GBR                                                | 20.44 WJL   | Jairo Duzant · AHO                                                     | 20.92 NJR | Russell Frye · USA                                                | 20.94      |
| 400 m              | Nduka Awazie · NGR                                                     | 45.54 PB    | Casey Vincent · AUS                                                    | 45.55 PB  | Fawzi Al Shammari · KUW                                           | 45.89 NJR  |
| 800 m              | William Chirchir · KEN                                                 | 1:47.23     | Wilfred Bungei · KEN                                                   | 1:47.53   | Paskar Owor · UGA                                                 | 1:48.20 PB |
| 1500 m             | Adil Kaouch · MAR                                                      | 3:42.43     | Benjamin Kipkurui · KEN                                                | 3:42.67   | Robert Witt · POL                                                 | 3:43.47    |
| 5000 m             | Million Wolde · ETH                                                    | 13:47.49    | Kipchumba Mitei · KEN                                                  | 13:49.60  | Ahmed Baday · MAR                                                 | 13:49.86   |
| 10 000 m           | Benson Barus · KEN                                                     | 29:24.28    | Salim Kipsang · KEN                                                    | 29:36.80  | Alene Emere · ETH                                                 | 29:47.60   |
| 110 m gát          | Stanislav Olijar · LAT                                                 | 13.51       | Sharif Paxton · USA                                                    | 14.10     | Florian Seibold · GER                                             | 14.21      |
| 400 m gát          | Periklis Iakovakis · GRE                                               | 49.82 WJL   | Osiris Martínez · CUB                                                  | 50.17 PB  | Peter Bate · AUS                                                  | 50.83      |
| 3000 m akadály     | Reuben Kosgei · KEN                                                    | 8:23.76 WJL | Abraham Cherono · KEN                                                  | 8:32.24   | El Moustapha Mellour · MAR                                        | 8:34.91 PB |
| 10 000 m gyaloglás | Roman Rasskazov · RUS                                                  | 41:55.95    | Liu Yunfeng · CHN                                                      | 42:01.11  | Mario Iván Flores · MEX                                           | 42:04.55   |
| 4 × 100 m váltó    | JAM · Steve Slowly · Thomas Collin · Paul Thompson · Roy Bailey        | 39.70 WJL   | USA · Casey Combest · Dashaun McCullough · Amar Johnson · Russell Frye | 39.71     | GER · Tobias Unger · Stefan Holz · Zapletal Jirka · Kevin Kuske   | 39.99      |
| 4 × 400 m váltó    | AUS · Daniel McFarlane · Daniel Batman · Aaron Russell · Casey Vincent | 3:04.74 WJL | USA · Tony Berrian · Kevin Baker · Brian Swarn · Andrew Pierce         | 3:05.06   | JAM · Sanjay Ayre · Leroy Colquhoun · Omar Henry · Dwayne Miller  | 3:05.31    |
| magasugrás         | Alfredo Deza · PER                                                     | 2.21        | Yin Xueli · CHN                                                        | 2.21 PB   | Aleksandr Veryutin · BLR                                          | 2.21 PB    |
| rúdugrás           | Pavel Gerasimov · RUS                                                  | 5.55 PB     | Lars Börgeling · GER                                                   | 5.50      | Paul Burgess · AUS · Adam Ptacek · CZE · Giuseppe Gibilisco · ITA | 5.20       |
| távolugrás         | Petar Datchev · BUL                                                    | 8.14 NJR    | Abdel Rahmane Al-Nubi · QAT                                            | 8.11 AJR  | Felipe Melis · CUB                                                | 7.91       |
| hármasugrás        | Ionut Punga · ROM                                                      | 16.94 WJL   | Ivaylo Russinov · BUL                                                  | 16.65 PB  | Gregory Yeldell · USA                                             | 16.44 PB   |
| súlylökés          | Mikulas Konopka · SVK                                                  | 18.50       | Janus Robberts · RSA                                                   | 18.15     | Carl Myerscough · GBR                                             | 18.12      |
| diszkoszvetés      | Kővágó Zoltán · HUN                                                    | 59.36       | Emeka Udechuku · GBR                                                   | 57.99     | Máté Gábor · HUN                                                  | 56.96      |
| gerelyhajítás      | David Parker · GBR                                                     | 72.85       | Gerhardus Pienaar · RSA                                                | 71.16 PB  | Yukifumi Murakami · JPN                                           | 70.72      |
| kalapácsvetés      | Olli-Pekka Karjalainen · FIN                                           | 72.40 CR    | Yuriy Voronkin · RUS                                                   | 69.66     | Wojciech Kondratowicz · POL                                       | 68.93      |
| tízpróba           | Aki Heikkinen · FIN                                                    | 7476        | Thomas Poge · GER                                                      | 7332 PB   | Jaakko Ojaniemi · FIN                                             | 7246 PB    |

### Nők
| Versenyszám      | Arany                                                                    | Arany       | Ezüst                                                                       | Ezüst        | Bronz                                                                   | Bronz       |
| ---------------- | ------------------------------------------------------------------------ | ----------- | --------------------------------------------------------------------------- | ------------ | ----------------------------------------------------------------------- | ----------- |
| 100 m            | Shakedia Jones · USA                                                     | 11.19       | Angela Williams · USA                                                       | 11.27        | Joan Uduak Ekah · NGR                                                   | 11.50       |
| 200 m            | Muriel Hurtis · FRA                                                      | 23.22       | Shakedia Jones · USA                                                        | 23.39        | Sarah Wilhelmy · GBR                                                    | 23.56       |
| 400 m            | Natalia Nazarova · RUS                                                   | 52.02       | Nakiya Johnson · USA                                                        | 52.09 PB     | Yupalis Díaz · CUB                                                      | 52.39 NJR   |
| 800 m            | Olga Mikayeva · RUS                                                      | 2:05.34     | Jebet Langat · KEN                                                          | 2:05.43      | Naomi Misoi · KEN                                                       | 2:05.77     |
| 1500 m           | Lan Lixin · CHN                                                          | 4:10.05     | Yimenashu Taye · ETH                                                        | 4:11.97 PB   | Bouchra Benthami · MAR                                                  | 4:12.76     |
| 3000 m           | Yin Lili · CHN                                                           | 8:57.09 PB  | Yimenashu Taye · ETH                                                        | 9:01.70      | Edna Kiplagat · KEN                                                     | 9:05.46     |
| 5000 m           | Yin Lili · CHN                                                           | 15:29.65 CR | Faith Jemutai · KEN                                                         | 15:34.48 PB  | Meryma Hashim · KEN                                                     | 15:39.57 PB |
| 100 m gát        | Julie Pratt · GBR                                                        | 13.75       | Sun Hong Wei · CHN                                                          | 13.75        | Susanna Kallur · SWE                                                    | 13.77       |
| 400 m gát        | Li Yu Lian · CHN                                                         | 55.93       | Allison Beckford · JAM                                                      | 57.19 NJR    | Sun Hong Wei · CHN                                                      | 57.43       |
| 5000 m gyaloglás | Sabine Zimmer · GER                                                      | 21:14.39    | Jolanta Dukure · LAT                                                        | 21:17.89 NJR | Xue Ailing · CHN                                                        | 21:28.57 PB |
| 4 × 100 m váltó  | USA · Angela Williams · Keyon Soley · Myra Combs · Shakedia Jones        | 43.52 WJL   | FRA · Celine Thelamon · Muriel Hurtis · Nadia Imalouan · Anne Carole Rapp   | 44.07 NJR    | JAM · Tulia Robinson · Aleen Bailey · Melanie Walker · Lisa Sharpe      | 44.61       |
| 4 × 400 m váltó  | JAM · Patricia Hall · Peta Gaye Gayle · Keasha Downer · Allison Beckford | 3:32.29 WJL | RUS · Svetlana Pospelova · Olga Mikayeva · Olesya Zykina · Natalia Nazarova | 3:32.35      | USA · Mikele Barber · Myra Combs · Demetria Washington · Nakiya Johnson | 3:32.85     |
| magasugrás       | Marina Kuptsova · RUS                                                    | 1.88        | Marie Norrman · SWE                                                         | 1.88 PB      | Tatyana Efimenko · KGZ · Nevena Lendjel · CRO                           | 1.84        |
| rúdugrás         | Monika Gotz · GER                                                        | 4.20        | María Mar Sánchez · ESP · Monika Pyrek · POL                                | 4.10 NJR     |                                                                         |             |
| távolugrás       | Peng Fengmei · CHN                                                       | 6.59        | Lu Xin · CHN                                                                | 6.57         | Maria Chiara Baccini · ITA                                              | 6.55 NJR    |
| hármasugrás      | Baya Rahouli · ALG                                                       | 14.04 AJR   | Maria Solomon · RUS                                                         | 13.75 PB     | Marija Martinovic · YUG                                                 | 13.47       |
| súlylökés        | Nadzeya Astapchuk · BLR                                                  | 18.23 WJL   | Du Xianhui · CHN                                                            | 17.69 PB     | Nadine Banse · GER                                                      | 16.94       |
| diszkoszvetés    | Liu Fengying · CHN                                                       | 60.66       | Milina Robert Michon · FRA                                                  | 55.01        | Lacramioara Ionescu · ROM                                               | 54.64       |
| gerelyhajítás    | Osleidys Menendez · CUB                                                  | 68.17 WJL   | Liang Lili · CHN                                                            | 61.72 PB     | Wei Jianhua · CHN                                                       | 59.10       |
| kalapácsvetés    | Bianca Achilles · GER                                                    | 62.22 CR    | Sini Poyry · FIN                                                            | 61.76 NJR    | Maureen Griffin · USA                                                   | 60.14       |
| hétpróba         | Shen Shengfei · CHN                                                      | 5815        | Susanna Rajamaki · FIN                                                      | 5721         | Viorica Tigau · ROM                                                     | 5720 PB     |

## Éremtáblázat
| Helyezés | Ország                  | Arany | Ezüst | Bronz | Összesen |
| -------- | ----------------------- | ----- | ----- | ----- | -------- |
| 1.       | Kína                    | 7     | 6     | 3     | 16       |
| 2.       | Oroszország             | 5     | 2     | 0     | 7        |
| 3.       | Egyesült Királyság      | 4     | 1     | 2     | 7        |
| 4.       | Kenya                   | 3     | 7     | 2     | 12       |
| 5.       | Németország             | 3     | 2     | 3     | 8        |
| 6.       | Egyesült Államok        | 2     | 7     | 4     | 13       |
| 7.       | Finnország              | 2     | 2     | 1     | 5        |
| 8.       | Jamaica                 | 2     | 1     | 3     | 6        |
| 9.       | Etiópia                 | 1     | 2     | 2     | 5        |
| 10.      | Franciaország           | 2     | 1     | 0     | 3        |
| 11.      | Ausztrália              | 1     | 1     | 2     | 4        |
| =        | Kuba                    | 1     | 1     | 2     | 4        |
| =        | Románia                 | 1     | 1     | 2     | 4        |
| 14.      | Bulgária                | 1     | 1     | 0     | 2        |
| =        | Lettország              | 1     | 1     | 0     | 2        |
| 16.      | Marokkó                 | 1     | 0     | 3     | 4        |
| 17.      | Fehéroroszország        | 1     | 0     | 1     | 2        |
| =        | Magyarország            | 1     | 0     | 1     | 2        |
| =        | Nigéria                 | 1     | 0     | 1     | 2        |
| 20.      | Algéria                 | 1     | 0     | 0     | 1        |
| =        | Görögország             | 1     | 0     | 0     | 1        |
| =        | Peru                    | 1     | 0     | 0     | 1        |
| =        | Szlovákia               | 1     | 0     | 0     | 1        |
| 24.      | Dél-afrikai Köztársaság | 0     | 2     | 0     | 2        |
| 25.      | Lengyelország           | 0     | 1     | 2     | 3        |
| 26.      | Svédország              | 0     | 1     | 1     | 2        |
| 27.      | Holland Antillák        | 0     | 1     | 0     | 1        |
| =        | Katar                   | 0     | 1     | 0     | 1        |
| =        | Spanyolország           | 0     | 1     | 0     | 1        |
| 30.      | Olaszország             | 0     | 0     | 2     | 2        |
| 31.      | Csehország              | 0     | 0     | 1     | 1        |
| =        | Horvátország            | 0     | 0     | 1     | 1        |
| =        | Japán                   | 0     | 0     | 1     | 1        |
| =        | Jugoszlávia             | 0     | 0     | 1     | 1        |
| =        | Kirgizisztán            | 0     | 0     | 1     | 1        |
| =        | Kuvait                  | 0     | 0     | 1     | 1        |
| =        | Mexikó                  | 0     | 0     | 1     | 1        |
| =        | Uganda                  | 0     | 0     | 1     | 1        |
| Összesen | Összesen                | 43    | 44    | 45    |          |